# Mario Cota
Mario Cota Castro (né le 11 septembre 1990 en Basse-Californie) est un athlète mexicain, spécialiste du lancer de disque.
Il détient le record national du disque en 63,35 m, obtenu en 2016 à Chula Vista.